# Gertrud Scholtz-Klink

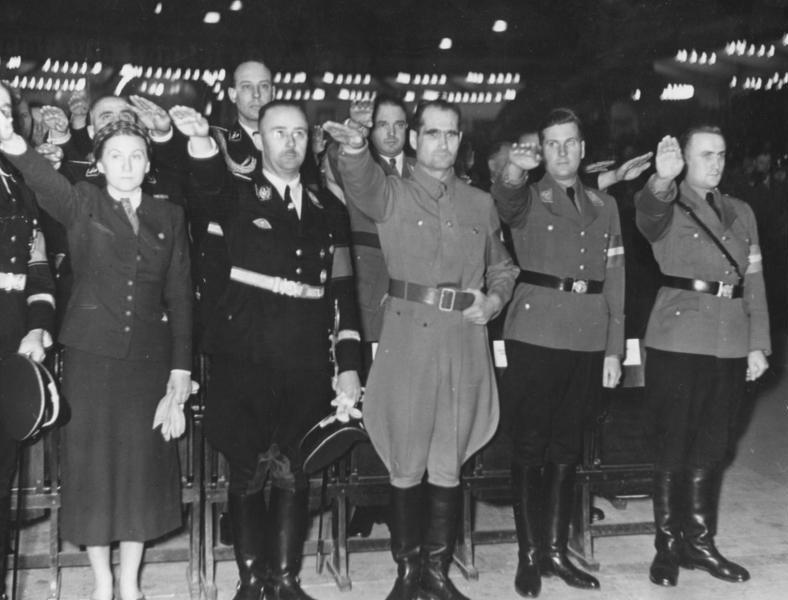
Wśród prominentów III Rzeszy (obok Heinricha Himmlera, Rudolfa Heßa, Baldura von Schiracha i Artura Axmanna), luty 1939

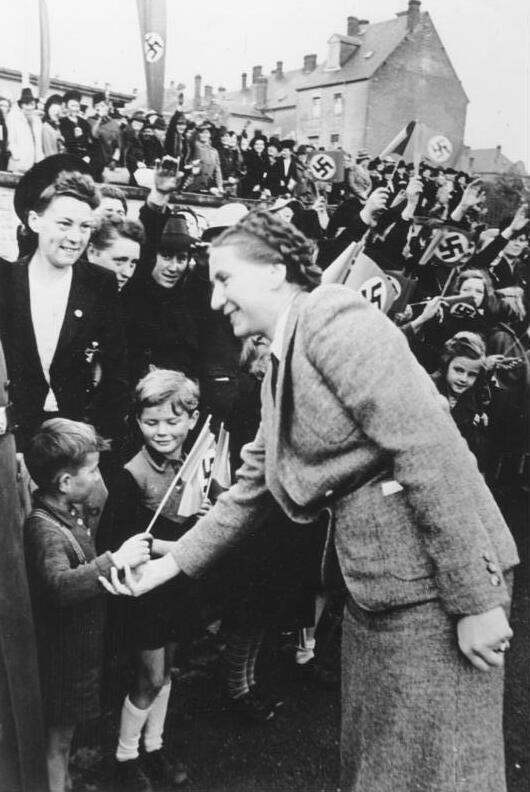
Gertrud Scholtz-Klink podczas kobiecego zlotu w Luksemburgu, październik 1941

Gertrud Scholtz-Klink, właśc. Gertrud Emma Treutsch (ur. 9 lutego 1902 w Adelsheim w Badenii, zm. 24 marca 1999 w Tybindze-Bebenhausen) – przewodnicząca Narodowosocjalistycznego Związku Kobiet (NSF) w III Rzeszy, oficjalna Przywódczyni Kobiet Rzeszy.

## Życiorys

### Pochodzenie
Urodziła się w rodzinie urzędniczej. Uczęszczała do gimnazjum w Baden, ale podczas I wojny światowej porzuciła szkołę i podjęła pracę w służbie dworcowej oraz pomagała w gospodarstwach domowych rodzin oficerskich. W 1921 roku, w wieku 19 lat, wyszła za nauczyciela Eugena Klinka. W małżeństwie tym urodziło się pięcioro dzieci (z których jedno zmarło w niemowlęctwie).

### Działalność polityczna i życie osobiste
Wraz z mężem, wieloletnim sympatykiem nazistów, wstąpiła do NSDAP 1 marca 1930 (ostatecznie data wstąpienia pozostaje niejasna, jako że w legitymacji z niewiadomych powodów data ta została zastąpiona dniem 1 września 1929 roku), w źródłach spotyka się także datę 1928. Wkrótce mianowana została kierowniczką partyjnej organizacji kobiecej w Badenii. W tym samym roku jej mąż, mianowany w międzyczasie kierownikiem okręgu partyjnego NSDAP, zmarł na zawał serca podczas wiecu SA.
Zadanie scalenia organizacji kobiecych w Badenii polecił jej Robert Wagner. Dokonała tego w 1930 roku łącząc lokalne narodowosocjalistyczne grupy kobiet w 14 tzw. „komórek okręgowych” (niem. „Gauzellen”). W tym samym roku została „Gauleiterin” Niemieckiego Zakonu Kobiet (DFO, Deutscher Frauenorden), zaś po jego likwidacji była „Gaufrauenschaftsleiterin” w Narodowosocjalistycznym Związku Kobiet (NSF). Następnie przejęła kierowanie NSF w Hesji i scaliła ów oddział z badeńskim. Pracę wykonywała w Karlsruhe.
W sierpniu 1932 roku Gertrud Klink poślubiła lekarza wiejskiego dra Günthera Scholtza. Do nowego małżeństwa wniósł on sześcioro dzieci. Dodatkowo już wspólnie para doczekała się dwójki dzieci, z których jedno zmarło. Familia Scholtz-Klink uchodziła za pokazową narodowosocjalistyczną dużą rodzinę.
Po dojściu nazistów do władzy w 1933 została referentką do spraw organizacji kobiecych w Ministerstwie Spraw Wewnętrznych. Na stanowisku tym przyczyniła się w znacznym stopniu do likwidacji wszystkich, z wyjątkiem narodowosocjalistycznych, organizacji kobiecych. 24 lutego 1934 objęła funkcję „Reichsfrauenführerin” („Przywódczyni Kobiet Rzeszy”) w Narodowosocjalistycznym Związku Kobiet. Tym samym przewodziła Niemieckiej Służbie Pracy Kobiet (DFAD), NS-Frauenschaft oraz Niemieckim Dziełem Kobiet (niem. Deutsches Frauenwerk, DFW). Obok tego awansowała na zastępczynię Hilgenfeldta przy Najwyższym Kierownictwie Organizacji Partyjnej.
Stała również na czele Frauenwerk (Federacyjnej Organizacji Kobiet) i Związku Kobiecego przy Czerwonym Krzyżu. W lipcu 1934 Niemiecki Front Pracy mianował ją swym szefem do spraw kobiet. Została również przywódczynią Kobiecej Służby Pracy.
Od 1936 przybywało jej problemów podczas działalności pozyskiwania kobiet do ruchu narodowosocjalistycznego, mnożyły się także spory z przełożonymi. W 1938 rozeszła się z mężem, a w 1940 poślubiła swojego trzeciego męża, SS-Oberguppenführera Augusta Heissmeyera, który wniósł do nowej rodziny sześcioro dzieci z pierwszego małżeństwa. W czasie wojny coraz bardziej traciła zakres swojej władzy, którą zyskiwali m.in. gauleiterzy, dodatkowo nie była uwzględniana przy podejmowaniu decyzji w/s kobiet. Jednakże do końca pozostawała wierna nazizmowi, ciesząc się również uznaniem Hitlera.

### Okres powojenny
Po wojnie przez niemal trzy lata ukrywała się wraz z mężem pod fałszywym nazwiskiem jako Maria Stuckenbrock w amerykańskiej strefie okupacyjnej – u zaprzyjaźnionej księżnej Pauliny Wirtemberskiej w jej posiadłościach niedaleko Tybingi. W lutym 1948 została zdemaskowana i aresztowana, a 18 listopada tego roku skazana przez Francuski Trybunał Wojskowy na osiemnaście miesięcy więzienia. W listopadzie 1949 sąd denazyfikacyjny w Tybindze umieścił ją na liście „głównych winnych” jako niezłomną orędowniczkę ideologii nazistowskiej, jednak sędziowie jej działalność jako przywódczyni Kobiet Rzeszy uznali za politycznie bez znaczenia i wymierzyli karę 16 miesięcy więzienia, którą skazana już wcześniej odbyła. Jednocześnie została uniewinniona z zarzutów zbrodni wojennych. Polityczna Komisja Oczyszczenia RFN zabroniła jej wszelkiej działalności politycznej i zakazała pracy zawodowej.
Po wyjściu na wolność nie ujawniała się publicznie. Jednak w 1974 w sporze z ówczesną minister ds. rodziny Elisabeth Schwarzhaupt stanęła jednoznacznie w obronie polityki nazistowskiej ds. kobiet. Natomiast w 1978 w odpowiedzi na krytyczny artykuł, poświęcony jej roli w czasach nazistowskich, napisała książkę pt. „Die Frau im Dritten Reich” (pol. „Kobieta w Trzeciej Rzeszy”), zawierającą przemówienia i publikacje z okresu swojej świetności. W książce tej broniła poglądów nazistowskich i zawarła apoteozę Hitlera, udowadniając, że pozostała zdeklarowaną narodową socjalistką.

## Poglądy
Jako przywódczyni Scholtz-Klink nigdy nie kwestionowała supremacji mężczyzn i nie miała większego wpływu na decyzje hierarchii partyjnej. Jej zadaniem było gloryfikowanie radości pracy domowej i macierzyństwa. Stanowiła archetyp nazistowskiej kobiety walczącej. Pragnęła nauczyć niemieckie kobiety, jak zorganizować ich gospodarstwa domowe w zgodzie z polityką partii. Stale podkreślała „świętość” narodowosocjalistycznej polityki walki i podbojów. Nawoływała do pielęgnowania niemieckich cnót i obyczajów, opowiadała się za zachowaniem wysokiego poziomu moralności zarówno w dziedzinie seksualnej, jak i społecznej. Walkę o równouprawnienie płci uważała za bezsensowną i przeciwną naturze.

## Znaczenie
Jej osoba była też ważna dla propagandy nazistowskiej, szczególnie za granicą, gdzie starano się wyolbrzymiać jej wpływy oraz znaczenie i w związku z tym często wysyłano ją za granicę w celu uprawiania propagandy na rzecz reżimu, szczególnie, że była dobrą mówczynią. Wydała też ponad 50 książek i broszur w latach 1933–1944. Jej znaczenie w hierarchii partii nazistowskiej było jednak stosunkowo niewielkie. Jej ograniczony zakres władzy politycznej zaznaczył się zwłaszcza podczas sporów kompetencyjnych z dygnitarzami nazistowskimi – mężczyznami, które zawsze przegrywała.